# Бенвенути, Джованни Антонио
Джованни Антонио Бенвенути (итал. Giovanni Antonio Benvenuti; 16 мая 1765, Бельведере-Остренсе, Папская область — 14 ноября 1838, Озимо, Папская область) — итальянский кардинал и доктор обоих прав. Секретарь Священной Конгрегации доброго управления с 13 сентября 1806 по 15 декабря 1828 год. Епископ Озимо и Чинголи с 15 декабря 1825 по 14 ноября 1838 год. Кардинал in pectore со 2 октября 1826 по 15 декабря 1828 год. Кардинал-священник с 15 декабря 1828 года, с титулом церкви Санти-Кирико-э-Джулитта с 21 мая 1829 года.